# Série de championnat de la Ligue nationale de baseball 1982

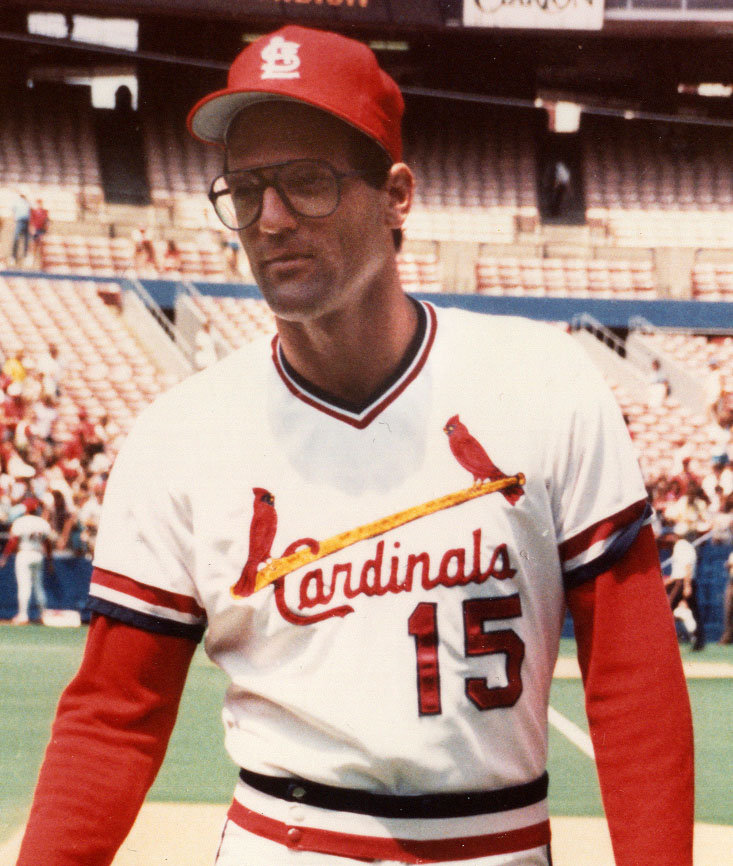
Le receveur des Cardinals, Darrell Porter, est nommé joueur par excellence de la Série de championnat en 1982.

La Série de championnat de la Ligue nationale de baseball 1982 était la série finale de la Ligue nationale de baseball, dont l'issue a déterminé le représentant de cette ligue à la Série mondiale 1982, la grande finale des Ligues majeures.
Cette série au meilleur de cinq parties débute le jeudi 7 octobre 1982 et se termine le dimanche 10 octobre par un triomphe des Cardinals de Saint-Louis, trois victoires à zéro sur les Braves d'Atlanta.

## Équipes en présence
Avec 92 victoires, leur meilleur total en saison régulière depuis 1968, contre 70 défaites, les Cardinals de Saint-Louis remportent en 1982 le championnat de la division Est de la Ligue nationale avec trois gains de plus que les Phillies de Philadelphie. Il s'agit pour les Cards d'une première présence en Série de championnat depuis 1968.
Dans la division Ouest, les Braves d'Atlanta coiffent au fil d'arrivée les Dodgers de Los Angeles en ne terminant qu'avec une seule partie de priorité. Avec 89 gains et 73 défaites, les Braves décrochent leur premier titre de division depuis 1969 et retrouvent la voie du succès après sept années où ils ont chaque fois, à l'exception d'une seule saison, terminé en dernière ou avant-dernière place dans leur division. Les Braves effectuent aussi leur premier voyage en Série de championnat depuis celle de 1969. 
Atlanta et Saint-Louis s'affrontent pour la première fois en séries éliminatoires.

## Déroulement de la série

### Calendrier des rencontres
| Match | Date       | Visiteur                 | Hôte                     | Score |
| ----- | ---------- | ------------------------ | ------------------------ | ----- |
| 1     | 7 octobre  | Braves d'Atlanta         | Cardinals de Saint-Louis | 0 - 7 |
| 2     | 9 octobre  | Braves d'Atlanta         | Cardinals de Saint-Louis | 3 - 4 |
| 3     | 10 octobre | Cardinals de Saint-Louis | Braves d'Atlanta         | 6 - 2 |

### Match 1
Jeudi 7 octobre 1982 au Busch Memorial Stadium, Saint-Louis, Missouri.
| Braves d'Atlanta                                                                                            | 0 | 0 | 0 | 0 | 0 | 0 | 0 | 0 | 0 | 0 | 3  | 0 |
| Cardinals de Saint-Louis                                                                                    | 0 | 0 | 1 | 0 | 0 | 5 | 0 | 1 | X | 7 | 13 | 1 |
| Lanceurs partants : ATL : Pascual Pérez STL : Bob Forsch Vic. : Bob Forsch (1-0) Déf. : Pascual Pérez (0-1) |   |   |   |   |   |   |   |   |   |   |    |   |

Bob Forsch lance pour Saint-Louis un match complet et un blanchissage en n'accordant que trois coups sûrs à l'adversaire. Son attaque l'appuie avec une poussée de cinq points en sixième manche qui chasse du match le lanceur partant des Braves Pascual Pérez puis son remplaçant Steve Bedrosian.

### Match 2
Samedi 9 octobre 1982 au Busch Memorial Stadium, Saint-Louis, Missouri.
| Braves d'Atlanta                                                                                           | 0 | 0 | 2 | 0 | 1 | 0 | 0 | 0 | 0 | 3 | 6 | 0 |
| Cardinals de Saint-Louis                                                                                   | 1 | 0 | 0 | 0 | 0 | 1 | 0 | 1 | 1 | 4 | 9 | 1 |
| Lanceurs partants : ATL : Phil Niekro STL : John Stuper Vic. : Bruce Sutter (1-0) Déf. : Gene Garber (0-1) |   |   |   |   |   |   |   |   |   |   |   |   |

Les Braves possèdent une avance de 3-2 sur les Cardinals lorsque le releveur d'Atlanta, Gene Garber, entré dans la partie en septième manche, accorde en huitième le point égalisateur. Après avoir placé Darrell Porter sur les sentiers en lui accordant un but-sur-balles, il donne un simple à George Hendrick et Willie McGee fait marquer Porter sur un roulant à l'avant-champ qui se solde par un jeu forcé au deuxième but pour un retrait. Puis en fin de neuvième manche, toujours avec Garber au monticule et après un retrait, un simple de Ken Oberkfell fait marquer pour Saint-Louis le point de la victoire.

### Match 3
Dimanche 10 octobre 1982 au Atlanta-Fulton County Stadium, Atlanta, Géorgie.
| Cardinals de Saint-Louis | 0 | 4 | 0 | 0 | 1 | 0 | 0 | 0 | 1 | 6 | 12 | 0 |
| Braves d'Atlanta | 0 | 0 | 0 | 0 | 0 | 0 | 2 | 0 | 0 | 2 | 6  | 1 |
| Lanceurs partants : STL : Joaquin Andujar ATL : Rick Camp Vic. : Joaquin Andujar (1-0) Déf. : Rick Camp (0-1) Sauv. : Bruce Sutter (1) HRs : STL : Willie McGee |   |   |   |   |   |   |   |   |   |   |    |   |

Les Cardinals prennent une avance de 4-0 en deuxième manche avec des coups sûrs successifs de George Hendrick (un simple), Willie McGee (triple de deux points) et Ozzie Smith (simple). Saint-Louis conserve cette avance et l'emporte 6-2 pour éliminer les Braves.

## Joueur par excellence
Le receveur des Cardinals de Saint-Louis Darrell Porter réussit cinq coups sûrs en neuf présences au bâton contre Atlanta et est nommé  joueur par excellence de la Série de championnat 1982 de la Ligue nationale. Il présente une moyenne au bâton de ,556 combiné à un pourcentage de présence sur les buts de ,714 et une moyenne de puissance de ,889. Trois de ses cinq coups sûrs sont des doubles, il produit un point, en marque trois et aide de plus son équipe avec cinq buts-sur-balles en seulement trois matchs.